# Histories
"Histories" (titulado "Historias" en Argentina y España e "Indigentes" en otros países de habla hispana) es el décimo episodio de la primera temporada de la serie estadounidense House. Fue estrenado el 8 de febrero de 2005 en Estados Unidos y emitido el 21 de febrero de 2006 en España.
Una indigente acude a una fiesta. Buscando a un tal James empieza a tener trastornos en el cerebro. La policía entra en la discoteca y detienen a la indigente, la cual queda inconsciente. En el hospital, Foreman piensa que lo ha fingido para tener un sitio donde dormir; además, no se sabe nada de ella, ni su nombre, ni su edad (sólo sus antecedentes médicos). La indigente, (se descubre que se llama Victoria) sufre convulsiones y tiene una reacción alérgica al potasio. En uno de sus ataques, muerde a Foreman. Al no parar de hacer dibujos, el equipo de House debe buscar los lugares de los dibujos y deducir que está pasando.

## Sinopsis

### Caso principal
Una mujer joven acude a una fiesta para buscar a un tal James. En el interior empieza a tener trastornos nerviosos y sensoriales. En esas circunstancias la policía realiza una redada en la discoteca y cuando forcejean para detener a la mujer, esta se desmaya. 
En el hospital, el Dr. Wilson recurre en consulta al Dr. Foreman, en su calidad de neurólogo. La mujer es indigente (homeless) y no se sabe nada de ella: ni su nombre, ni su edad -que Foreman estima en 30 años-; más adelante se descubrirá que se llama Victoria. Luego de examinarla, Foreman piensa que finge la mayor parte de sus síntomas para tener un sitio donde dormir, y concluye que solo tiene una diabetes fácil de atender. Wilson queda disconforme con la conducta de Foreman y recurre a House, quien supone que, tanto a su amigo Wilson como a Foreman, el caso los afecta por razones personales y decide tomarlo.
El equipo se reúne con la participación de Wilson. Foreman se muestra molesto ante las explicaciones médicas de sus compañeros y dice que "hay dos cosas para las que son buenos los indigentes: enfermarse y engañar". Y busca contrarrestar el disgusto de Wilson diciéndole que él ha conocido más indigentes. House sostiene que antes que nada hay que averiguar quien es la mujer, porque sin ello no hay historia clínica, ni una base o un contexto para iniciar un tratamiento. House vacía el bolso de la paciente, que revela un olor muy desagradable y prueba con su lengua restos de vómito, encontrándolo salado, lo que indica un desequilibrio químico. Wilson sugiere bajo nivel de magnesio y House agrega examinar si el nivel de calcio no está alto. Ordena aplicarle suero multivitamínico y luego realizar una resonancia.
La paciente está dibujando historietas cuando es atendida por Chase y Foreman y sufre un ataque nervioso durante el cual muerde a este último. Siguiendo el dibujo, Foreman descubre donde vive y encuentra muchos otros dibujos. House por su parte le saca un clavo quirúrgico numerado y a través de él descubre que el nombre de la paciente es Victoria Madsen, y que sufrió un accidente de autos dos años atrás y obtienen tres historias clínicas de otros hospitales. Victoria sufre una reacción alérgica al dextrano ferroso que estaba recibiendo para tratar la anemia.
En las historias médicas de otros hospitales descubren que había sido agendada para hacer una ecografía que nunca se hizo. Chase y Cameron la hacen y descubren un cáncer de ovario, estimando que le quedan dos meses de vida. House, por su parte, plantea la opción de que sea un tuberculoma (tumor benigno causado por la tuberculosis), compatible con su vida en las calles, y para verificar la posibilidad ordena administrarle isoniacida, rifampicina y estreptomicina.
Mientras Foreman atiende a Victoria, esta le cuenta sobre su historieta, en la aparece un personaje malvado llamada Calendraica y otro llamado Mr. Furia. De pronto sufre un ataque de alucinaciones, hipersensibilidad a la luz y fiebre de 40 °C; Foreman le da agua y la paciente la escupe diciendo que es veneno. Chase y Foreman obtienen resultados contradictorios, ya que mientras aquel confirma con una biopsia que se trata de un tuberculoma, la fiebre de 40 °C descarta el diagnóstico. Luego de varios análisis piensan que podría padecer una meningitis, y deciden administrarle ceftriaxona. Al volver a la habitación, Victoria ha desaparecido pese a los fuertes sedantes, dejando dibujados en la pared varios cuadros de historieta referidos a personajes con superpoderes, en la que ella aparece como Calendraica llamando a James.
Poco después la policía vuelve a traerla al hospital, luego de encontrarla en tirada en un parque, casi inconsciente y con una severa taquicardia. La empiezan a tratar por la meningitis, pero House sospecha de la policía, y luego de sobornar al agente que la trajo, este confiesa que utilizó su pistola eléctrica para dominarla, causándole así la taquicardia. House verifica que tiene pérdida de sensibilidad en una pierna, clavándole una aguja. Hace lo mismo con Foreman en la mano donde  Victoria lo mordió, y éste tampoco tiene sensibilidad. Los síntomas le indican a House la enfermedad: entumecimiento localizado, sensibilidad a la luz, desorientación, paranoia, ineficacia de los sedantes y miedo al agua. El análisis confirma: es rabia. Probablemente transmitida por un murciélago. 
Por el estado avanzado en que se encuentra, ya Victoria no tiene cura y morirá en las próximas horas. Foreman, por su parte, aún puede tratarse. Wilson y Foreman van a buscar a James, mencionado en las historietas de la paciente. Descubren que James era su hijo recién nacido y Furia su esposo, y que ambos resultaron muertos en el accidente de dos años atrás, en el que ella se fracturó el brazo. Ella manejaba. Antes de morir, Foreman la perdona representando a su esposo.

### Atención clínica de rutina
Como House simula estar resfriado para no realizar la atención clínica de rutina, que detesta porque lo aburre la ausencia de problemas médicos complejos, Cuddy le asigna dos estudiantes (se trata de un hospital escuela). Las jóvenes examinan a una paciente con una lesión en la muñeca, Jodi, y describen diferente el modo en que se produjo la lesión. House se da cuenta de que se trata del síndrome de Korsakoff, una afección que causa pérdida de la memoria, y que la paciente inventa sus recuerdos. Les recomienda a las estudiantes tratar a todos como si tuvieran Korsakoff, porque "todos mentimos", su regla preferida. Ordena tratarla con tiamina.

### Relaciones entre los personajes
House se muestra interesado en saber por qué Foreman está tan empecinado en que el equipo no tome el caso de la mujer indigente. Como en otros capítulos, busca conocer más profundamente a los médicos con los que trabaja a través de los casos que atienden. En esta oportunidad, Foreman, un afroamericano de origen humilde, muestra un fuerte desprecio por los indigentes, algo que molesta sobremanera a Wilson.
Wilson le cuenta a House que tiene dos hermanos, aunque House solo sabía de uno. El otro es un indigente al que Wilson vio por última vez, nueve años atrás, y del que no sabe siquiera si está vivo.

## Diagnóstico
La paciente contrae rabia como consecuencia de una mordida de murciélago. No puede ser curada debido al estado avanzado de la enfermedad.